# Gabriele Rumi
Gabriele Rumi (Palazzolo sull'Oglio; 4 de septiembre de 1939-Ibidem; 21 de mayo de 2001) fue un empresario metalúrgico italiano, fundador del fabricante de llantas Fondmetal y posteriormente propietario del equipo Minardi de Fórmula 1.

## Carrera

### Primeros años
El abuelo de Rumi, Gabriele Rumi, abrió una fundición de hierro en Brescia. Rumi se hizo cargo de la gestión del negocio en 1961. Dentro de la década, Rumi visitó el evento de escalada Monte Bondone cerca de Trento. En 1970, Rumi decidió diversificar el negocio hacia el sector de las aleaciones ligeras, para producir piezas para motores y otros usos para vehículos a motor. En 1972, comenzó su propio negocio de llantas de aleación, Fondmetal.

### Fórmula 1
Rumi comenzó su participación en las carreras de Fórmula 1 cuando patrocinó a su compatriota Piercarlo Ghinzani. En 1990, Rumi compró el equipo Osella y lo renombró como Fondmetal al año siguiente. Fondmetal se cerró a fines de 1992 debido a los altos costos de funcionamiento del equipo. Sin embargo, la empresa permaneció en la Fórmula 1 al arrendar su propio túnel de viento a otros competidores. En 1996, Rumi volvió al puesto de propietario de un equipo cuando era miembro de un consorcio que trajo a Minardi y se convirtió en el accionista mayoritario del equipo en 1997. A fines de 2000, Rumi vendió sus acciones en Minardi a Panamerican Sports Network (PSN), quien patrocinó a su piloto Gastón Mazzacane, quien luego vendió el equipo al empresario australiano Paul Stoddart.

## Fallecimiento
Rumi murió de cáncer el 21 de mayo de 2001 a los 61 años.